# Michael Fröhlich
Michael Fröhlich (* 26. Juli 1986 in Rosenheim) ist ein deutscher Eishockeyspieler, der seit 2017 wieder bei den Starbulls Rosenheim in der Eishockey-Oberliga unter Vertrag steht.

## Karriere
Michael Fröhlich begann seine Karriere als Eishockeyspieler in seiner Heimatstadt in der Nachwuchsabteilung der Starbulls Rosenheim, für deren U18-Junioren er von 2001 bis 2004 in der Deutschen Nachwuchsliga aktiv war. In der Saison 2003/04 kam er zudem zu sechs Einsätzen für deren erste Mannschaft in der viertklassigen Bayernliga. Anschließend spielte der Flügelspieler zwei Jahre lang für Rosenheim in der Oberliga, in der er zwischen 2006 und 2008 je eine Spielzeit bei den Eisbären Juniors Berlin und beim TEV Miesbach verbrachte. 
Von 2008 bis 2010 stand Fröhlich beim Oberliga-Teilnehmer EC Peiting unter Vertrag und gab parallel in der Saison 2009/10 als Leihspieler sein Profi-Debüt für den ESV Kaufbeuren aus der 2. Bundesliga. Beim ESV Kaufbeuren verbrachte er auch die gesamte folgende Spielzeit und erzielte für die Mannschaft in insgesamt 31 Spielen elf Tore und gab zwölf Vorlagen. Zudem bestritt er zwei Partien für die Augsburger Panther in der Deutschen Eishockey Liga.
Im Sommer 2012 absolvierte er ein Probetraining beim ERC Ingolstadt, erhielt anschließend aber keinen Vertrag.
Daraufhin schloss er sich seinem Heimatverein, den Starbulls Rosenheim, an, für die er die Saison 2012/2013 in der 2. Bundesliga spielte. Ende August 2013 beschloss Michael Fröhlich, zum Oberligisten EC Peiting zurückzukehren.
Zwischen 2014 und 2017 spielte Fröhlich für den ESV Kaufbeuren in der DEL2, ehe er 2017 zu seinem Heimatverein zurückkehrte.

## Statistik
(Stand: Ende der Saison 2010/11)